# Olives (Gerona)
Olives es una entidad de población española del municipio de Vilademúls, perteneciente a la provincia de Gerona, en la comunidad autónoma de Cataluña. En 2022, tenía empadronados dicisiete habitantes.